# Canotaje en los Juegos Suramericanos de 2014: K2 200m
La prueba de K2 200m masculina en Santiago 2014 se llevó a cabo el 14 de marzo de 2014 en la Laguna de Curauma, Región de Valparaíso. Participaron en la prueba 8 parejas.

## Resultados
| Rank              | Calle | Nacionalidad | Equipo                             | Tiempo Total | Diferencia |
| ----------------- | ----- | ------------ | ---------------------------------- | ------------ | ---------- |
| Medalla de oro    | 7     | Argentina    | Miguel Correa Ruben Rezola         | 30.874       |            |
| Medalla de plata  | 8     | Brasil       | Edson Freitas Hans Mallmann        | 31.682       | +0.808     |
| Medalla de bronce | 4     | Ecuador      | Yautung Cueva César de Cesare      | 32.765       | +1.891     |
| 4                 | 6     | Venezuela    | Ray Acuña Héctor González          | 33.265       | +2.391     |
| 5                 | 5     | Uruguay      | Sebastián Delgado Sebastían Romero | 33.870       | +2.996     |
| 6                 | 2     | Chile        | Manuel Chacano Miguel Valencia     | 33.896       | +3.022     |
| 7                 | 3     | Colombia     | Yojan Cano Edwin Amaya             | 35.679       | +4.805     |
| 8                 | 9     | Perú         | Etnan García Jerson Sifuentes      | 39.932       | +9.058     |